# 长叶茅膏菜
长叶茅膏菜（学名：Drosera indica）是茅膏菜科茅膏菜属的植物。分布在非洲、亚洲、台湾、大洋洲的热带和亚热带地区以及中国大陆的福建、广西、广东等地，生长于海拔600米以下的地区，一般生长在潮湿旷地及水田边，目前尚未由人工引种栽培。
其种加词“indica”意为“印度的”。
长叶茅膏菜為一年生草本植物,最高可長到約50cm,喜攀附在附近其他較為高大之草本植物上,為台灣少數的茅膏菜。線體呈白至黃綠色,會散發蜜糖味吸引獵物,待獵物上鉤後再將葉片捲起包覆,分泌酵素消化並吸收其養分。目前台灣區僅分布於新竹縣竹北市蓮花寺濕地及金門地區,屬瀕危植物。

## 藥用價值
歐洲長期以來視長葉茅膏菜為藥草植物，已有許多關於其藥理研究的論文。長葉茅膏菜被證實含有白花丹醌、黃酮類化合物等藥用成分，具有免疫調節、消炎、止痙攣、抗癌、抗病毒、抗微生物、抗氧化等功能，可治療支氣管方面的疾病（如百日咳），亦被證實可增強試管內人體顆粒性白血球的嗜菌作用。 
先前的研究指出，長葉茅膏菜的萃取物對帶有 Dalton’slymphoma ascites 腫瘤的小鼠具有對抗腫瘤細胞的作用，對兩株癌細胞株 Dalton’slymphoma ascites 與 Ehrlich ascites carcinoma 的實驗中，也發現到抗癌及抗氧化的效果。清華大學楊樹森教授及詹鴻霖教授在2017年曾進行探討「長葉茅膏菜酒精萃取物在人類癌細胞株中的抗癌作用」的研究，有望提高其實用價值。

## 别名
捕蝇草(因植株經常黏滿蒼蠅)、满露草（海南）